# Santa Marinha do Zêzere
Santa Marinha do Zêzere é uma vila portuguesa sede da Freguesia de Santa Marinha do Zêzere do Município de Baião, freguesia com 10,69 km² de área e 2469 habitantes (censo de 2021), tendo, assim, uma densidade populacional de 231 hab./km²
A povoação de Santa Marinha do Zêzere foi elevada à categoria de vila em 1991.

## Geografia
Está situada a 12 km da sede do concelho e a 5 km da estação do caminho de ferro de Ermida (Linha do Douro). Localizada na margem direita da ribeira do Zêzere, afluente do rio Douro (não confundir com o Rio Zêzere, afluente do Tejo) foi elevada a vila em 20 de junho de 1991.
Santa Marinha do Zêzere é uma terra com potencial turístico, quer pelas suas paisagens sobranceiras ao Douro, pela hospitalidade ou gastronomia, do qual o seu vinho verde de projeção além-fronteiras se destaca. Com o desaparecimento dos artesãos morreu também a arte de fabricar os cestos de verga e castanho que serviam para o transporte das uvas nas vindimas de toda a região do Douro, e também o fabrico de chapéus de palha que eram usados pelos camponeses, a tecelagem artesanal de meias de lã desfiada, lençóis e cobertas em linho, as mantas e passadeiras em retalhos. O fabrico de utensílios em ferro para a agricultura, os vasilhames em madeira para encubar o vinho.
Na freguesia de Santa Marinha do Zêzere destaca-se a Ponte da Ermida, ligando as margens do rio Douro ao concelho vizinho de Resende. Construída em betão armado, foi inaugurada no dia 4 de Julho de 1998 pelo presidente da República Jorge Sampaio e pela presidente da Câmara Municipal de Baião Emília Silva.
As instituições com maior destaque são a Banda Musical da Casa do Povo de Santa Marinha do Zêzere, com reportório diversificado e actuações em Portugal e no estrangeiro. Na segurança das populações a Associação Humanitária de Bombeiros Voluntários de Santa Marinha do Zêzere tem na sua área de actuação própria as freguesias de Frende, Gestaçô, UF Loivos da Ribeira e Tresouras, UF Stª. Cruz do Douro e São Tomé de Covelas*, Stª. Marinha do Zêzere, UF Teixeira e Teixeiró*, Valadares* e Viariz, servindo cerca de 7000 habitantes (* freguesias partilhadas com a área de actuação própria do Corpo de Bombeiros Voluntários de Baião.

## Demografia
A população registada nos censos foi:
| Distribuição da População por Grupos Etários | Distribuição da População por Grupos Etários | Distribuição da População por Grupos Etários | Distribuição da População por Grupos Etários | Distribuição da População por Grupos Etários |
| -------------------------------------------- | -------------------------------------------- | -------------------------------------------- | -------------------------------------------- | -------------------------------------------- |
| Ano                                          | 0-14 Anos                                    | 15-24 Anos                                   | 25-64 Anos                                   | > 65 Anos                                    |
| 2001                                         | 530                                          | 446                                          | 1468                                         | 408                                          |
| 2011                                         | 438                                          | 352                                          | 1504                                         | 502                                          |
| 2021                                         | 275                                          | 297                                          | 1356                                         | 541                                          |

## Património
O património de Santa Marinha do Zêzere é diversificado do qual se destaca a Igreja Matriz fundada no século XI e reedificada no século XVIII  onde se salienta o seu órgão de tubos e os adornos arquitetónicos impressionantes que demonstra o melhor da arte religiosa da época. Esta igreja pertenceu à Companhia de Jesus e em 1768 era da apresentação alternativa do Papa. A Igreja de Santa Marinha foi classificada em Junho de 2015 como Monumento de Interesse Público (MIP).

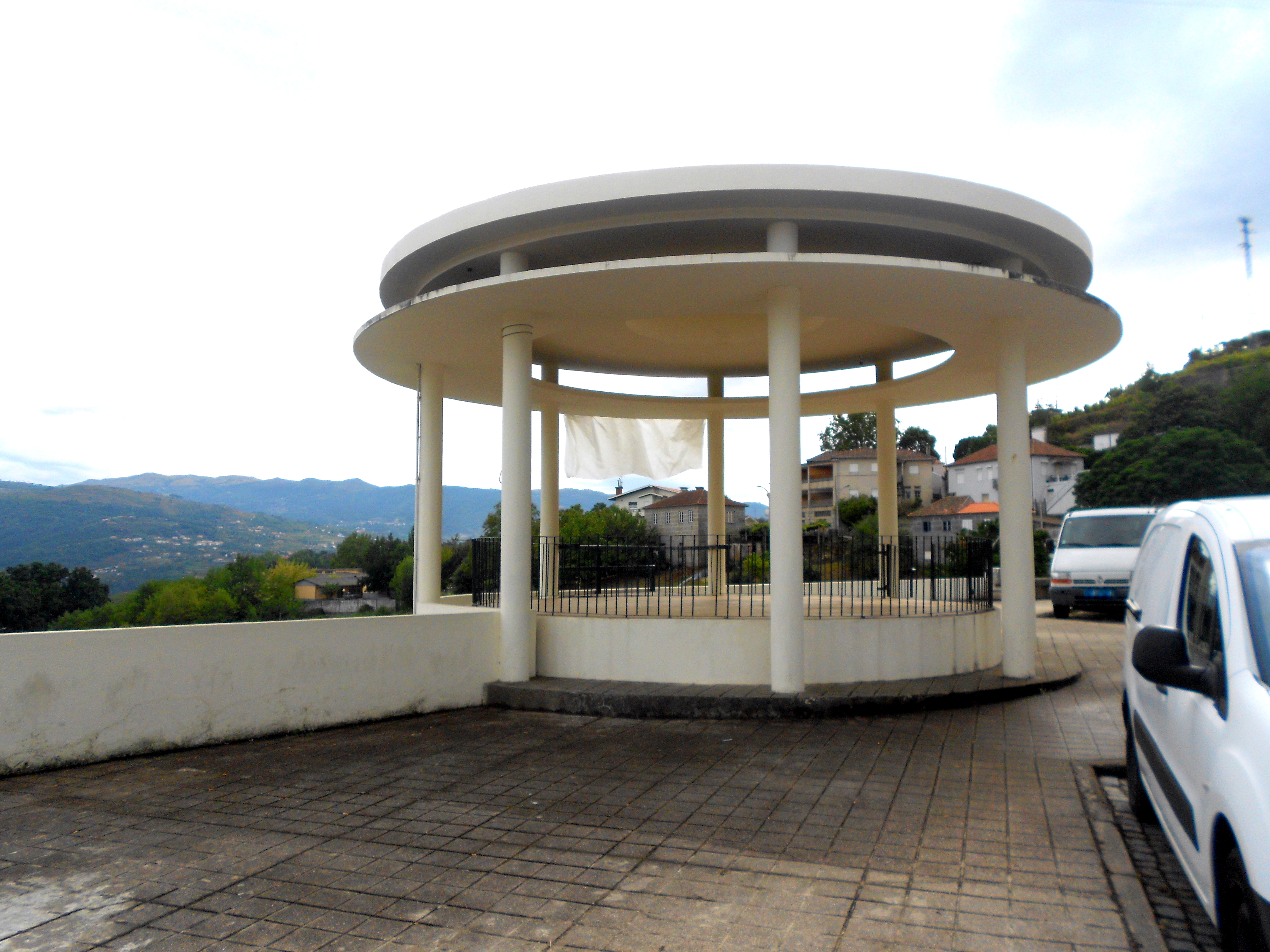
Coreto de Santa Marinha do Zêzere

Outro ponto histórico importante é o lugar do Castro onde outrora existira um castro (ruínas ou restos arqueológicos de um tipo de povoado da Idade do Ferro característico das montanhas do noroeste da Península Ibérica). Também nesta freguesia existem vários solares, alguns encontram-se abertos ao público nas modalidades de Turismo Rural/Turismo de Habitação. As principais atividades económicas são agricultura e a indústria (construção civil). As feiras quinzenais realizam-se a 11 e 25 de cada mês.

## Toponímia
O nome desta freguesia deriva do seu orago, Santa Marinha, uma virgem e mártir. Segundo a tradição que tinha oito irmãs gémeas: Basília; Eufémia; Genebra; Liberata (também conhecida como Vilgeforte); Marciana; Quitéria e Vitória.
A lenda atribui-lhes a naturalidade na cidade de Braga, no ano 120. Seriam todas filhas de um casal de pagãos, Calcia e de um oficial romano, Lúcio Caio Atílio Severo, régulo de Braga, o qual, quando elas nasceram, estaria ausente da cidade. Entretanto, na cidade, não se acreditava que as gémeas pudessem ser filhas do mesmo pai. O acontecimento causou enorme embaraço à mãe que, teria encarregado a parteira Cita, de as afogar. Em vez disso a mulher, que era cristã, levou-as ao Arcebispo Santo Ovídio, para que as baptizasse e lhes desse destino. Foram então entregues a amas cristãs, crescendo e vivendo perto umas das outras, até aos dez anos de idade.
Por esse tempo, o César romano ordenou aos delegados imperiais para activarem a perseguição aos cristãos na Península Ibérica. Nessa perseguição, os soldados viriam a descobrir as gémeas, que foram detidas devido às suas crenças, sendo levadas à presença do régulo. Este, acabou por constatar que elas, afinal, eram suas filhas. Quis convencê-las a renunciar à sua fé e a abraçar o paganismo. Porém face a sua resistência, mandou detê-las e enclausurá-las no Palácio. Sucedeu que as prisioneiras durante a noite, por intervenção sobrenatural ou com a ajuda da própria mãe, lograram alcançar a liberdade. Correndo em várias direcções chegaram a províncias espanholas, donde se dispersaram. Todavia, Santa Marinha, teria sido apanhada nas proximidades de Ourense, em Águas Santas, e condenada à morte, sendo aí degolada em 18 de Julho do ano 130 (Dia da Padroeira), vindo as suas irmãs a ser também martirizadas. Diz-se que Santa Liberata, que tem uma bela imagem na Capela de Gaia, na freguesia de Santa Marinha em Vila Nova de Gaia, teria sido crucificada.
O topónimo Zêzere, alude a uma «villa» Ozecari, de um tal Ozecarus - facto em harmonia com a antiguidade desta freguesia. A forma do topónimo no século XIII era Ozêzar, cujo etimológico passou a ter função de artigo na grafia.

## Gastronomia
Os pratos típicos de Santa Marinha do Zêzere são comuns ao concelho de Baião, o célebre arroz do forno e anho assado, de confecção ímpar e o inolvidável "Basulaque" ou "Verde" eternizado na obra queiroziana de "As Cidades e as serras". O fumeiro é bastante apreciado.

## História
Segundo José Leite de Vasconcelos há nesta freguesia dois locais que revelam antigo povoamento como anteriormente referido. O primeiro é no lugar do Crasto ou Castro, onde existiu um castro, no qual se descobriram, entre outros objectos, uma figura humana, já decapitada, e um quadrúpede indeterminado. Estas duas figuras, de pedra, recolheram ao Museu Martins Sarmento de Guimarães. Na quinta de Guimarães em Miguas (lugar da freguesia) têm aparecido vestígios de uma necrópole Luso-Romana. A instituição desta paróquia é anterior ao século XIII na ermida muito mais antiga de Santa Marinha.

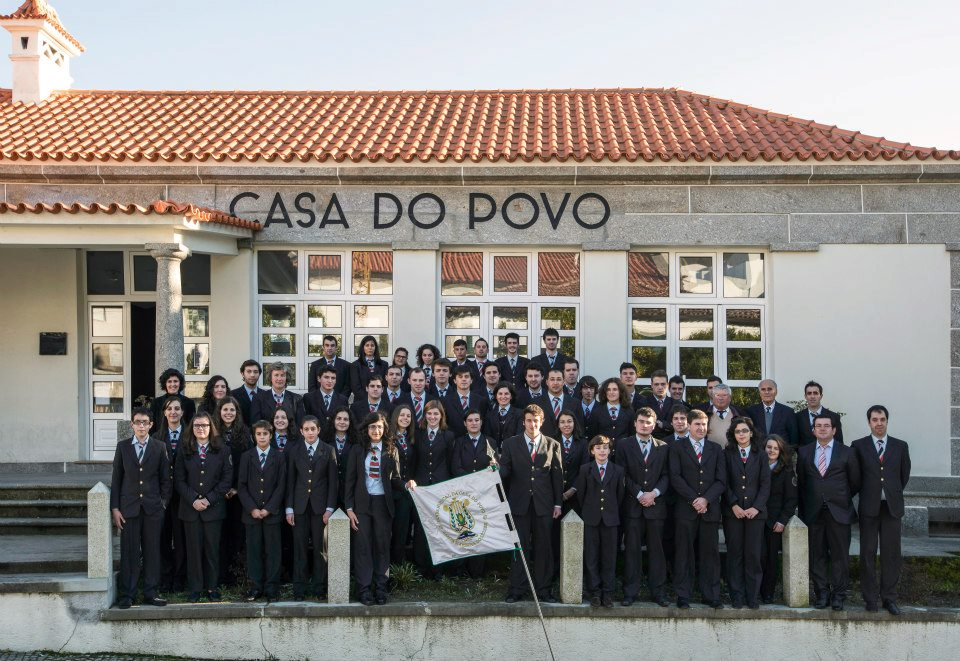
Banda Musical de Santa Marinha do Zêzere

A primitiva igreja matriz da freguesia foi uma pequena ermida, situada na margem direita do Douro, no lugar que ainda hoje se chama Ermida. Daqui passou a sede da freguesia para a capela de São Pedro, no lugar deste nome, até que em época incerta, se transferiu a matriz para onde actualmente se encontra. Não foi este edifício que chegou aos nossos dias, pois a igreja foi restaurada e ampliada, no primeiro quartel do século XVIII, por Frade Salvador Coutinho da Cunha, das Casas Novas, e religioso do convento de Travanca, em Amarante.Existe sobre a padieira da porta lateral da nave da Igreja uma inscrição em latim que comprova este facto. Esta Igreja é um templo com nave e capela-mor, de planta rectangular, tectos abobadados e coro alto. Possui uma torre sineira de planta quadrada e remate piramidal com relógio, na base da qual funciona o batistério também ele decorado com tecto abobadado em tábua corrida pintada, com pia baptismal em granito e porta gradeada em madeira policromada. Adossado a norte da Igreja destaca-se uma capela voltada à nave através de um arco em granito decorado com sanefa em talha. Esta capela possui também uma abobada em caixotões de granito e tem um retábulo em talha barroca.
A capela-mor sofreu uma grande intervenção na qual se destaca o retábulo mor e o tecto já muito mais recentes que os elementos decorativos presentes na nave. O retábulo original encontra-se hoje  na capela da Quinta de Guimarães, em Míguas. 
A nave possui um tecto abobado em caixotoes policromados, com molduras em talha barroca e pinturas representando figuras de santos alternadas com cartelas rocai policromadas, de grande qualidade artística. Interessante é também o tecto do subcoro em tábua corrida que apresenta pintura decorativa representando as virtudes cardeais.Para além de outros elementos de grande interesse histórico e cultural é de destacar o púlpito com uma bela cúpula em talha dourada, o órgão de tubos e outros pequenos retábulos dispersos pela nave.
Em Santa Marinha do Zêzere são numerosas as casas nobres, como a de São Pedro, que foi dos Carvalhos Pintos; as Casas Novas, dos Cunhas Coutinho, de Guimarães, a de Entre-Águas, dos Mouras Coutinhos; a de Travanca, Ermida, Ervedal, entre muitas outras. Existem na freguesia diversas capelas e figuras religiosas, um cruzeiro,vários miradouros com vista para o rio Douro, e alguns fontanários em pedra com algum interesse arquitectónico.

## Personalidades

### ProfessorAlbino de Carvalho
Destacou-se pelo seu empenho na educação e ensino destas gentes da lavoura de forma gratuita e voluntária, na divulgação desta terra, produtos agrícolas locais (vinho, azeite, fruta, cereais e a boa carne bovina e caprina) através de um jornal por ele dirigido e fundado, em 21 de outubro de 1920, “Flor do Zêzere”, que, infelizmente teve a sua última edição no dia 23 de Fevereiro de 1931, por motivos de saúde do seu director e fundador. Mais tarde voltou a redigir textos para o jornal “O Primeiro de Janeiro”, “O Imparcial do Marco”, “O Século”, “O Penafidelense”, “Correio de Coimbra” e até “O Marcoense”. Tendo ainda escrito algumas obras literárias, poemas, discursos, palestras, teatro e notícias inéditas, onde retratava sistematicamente de uma forma realista e expressiva as pessoas da sua terra natal, o seu modo de vida e as dificuldades sociais da época, tentando, desse modo, sensibilizar a opinião política e pública para essas dificuldades. Deixou como obra visível a Casa do Povo de Santa Marinha do Zêzer e, Hospital de Baião e a Santa Casa da Misericórdia de Baião.

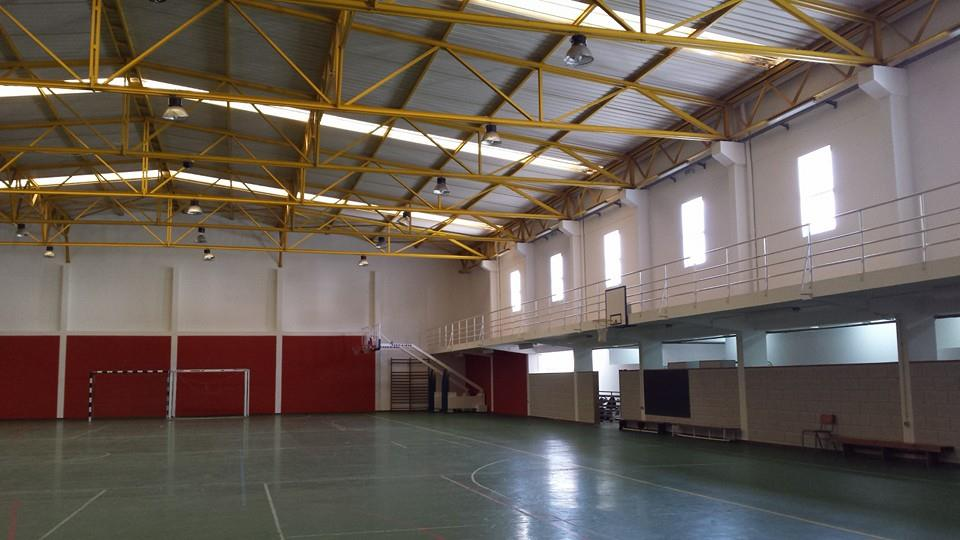
Interior do Pavilhão desportivo de Santa Marinha do Zêzere

### P.eAntónio Moreira Barbosa
António Moreira Barbosa nasceu em 1921 em Paços de Ferreira. Foi pároco em Santa Marinha do Zêzere durante mais de cinquenta anos. Figura dinâmica e inteligente empenhou-se arduamente no desenvolvimento de Santa Marinha do Zêzere. Ajudou sempre as instituições locais como os Bombeiros e a Casa do Povo entre outras.

### Armando Pereira de Castro Agatão Lança
Armando Pereira de Castro Agatão Lança (Viariz, Baião, 19 de Agosto de 1894 - Santa Marinha do Zêzere, Baião, 23 de Maio de 1965) foi oficial da Marinha e político da Primeira República Portuguesa. Exerceu as funções de vice-governador do Banco Nacional Ultramarino, governador civil de Lisboa (1921-1922) e deputado republicano-democrático em três legislaturas (1921 a 1926).
Como primeiro-tenente da Armada, Agatão Lança interveio várias vezes militarmente em defesa da República contra tentativas de golpe, tendo nomeadamente comandado as forças fiéis ao governo que dominaram a revolta de Mendes Cabeçadas, em 19 de Julho de 1925.
Após o 28 de Maio de 1926, o comandante Agatão Lança foi o líder militar do malogrado levantamento de 5 de Fevereiro de 1927, em Lisboa, contra a Ditadura Militar, tendo a secundá-lo o coronel José Mendes dos Reis. Na sequência da derrota foi preso e deportado para Angola, tendo-lhe sido fixada residência em Luanda. No princípio de 1928 evadiu-se, indo para Paris, de onde regressou clandestinamente a Portugal, no mesmo ano, para participar na Revolta do Castelo e, depois, para Espanha, de onde partiu para novas acções conspirativas contra o Estado Novo, declarando ter "forçado a fronteira oito vezes".
Não pertenceu à chamada Liga de Paris. Sem ter beneficiado de qualquer amnistia, regressou a Portugal em 1940, sendo preso na fronteira de Barca d'Alva. Foi-lhe depois fixada residência no Porto, mas em 1945 seria de novo preso por actividade oposicionista. Esteve ligado ao MUD e ao MUNAF e lutou até à morte contra o regime liderado pelo Dr. Oliveira Salazar. Foi maçon, iniciado, em 1913, na loja A Revolta, com o nome simbólico Robespierre.

### Orlando Alves Pereira de Carvalho
Nasceu em Santa Marinha do Zêzere, concelho de Baião a 1 de Dezembro de 1926 e faleceu a 26 de Março de 2000. Professor Catedrático da Faculdade de Direito da Universidade de Coimbra. Agraciado com a Ordem da Liberdade. Aos 22 anos completou a licenciatura em Ciências Histórico-Jurídicas e aos 23 em Ciências Político-económicas, nos dois casos com a média de 18 valores. Em 1944 e 1945, integra a direcção do Centro Académico de Democracia Cristã (CADC) e, no biénio seguinte, dirige a revista Estudos, numa altura em que o CADC tinha uma postura abertamente “antigovernamental”. Fez parte do grupo fundador da revista O Tempo e o Modo e foi colaborador da revista Vértice. Em 1948, concluída a Licenciatura em Ciências Histórico-Jurídicas, iniciou funções de assistente do grupo de Ciências Políticas a convite do professor Afonso Queiró. Em 1949 critica a ditadura em entrevista ao Diário Popular, durante a campanha eleitoral para a Presidência da República em que apoiava o general Norton de Matos como candidato da Oposição Democrática. Este apoio e a entrevista estiveram na origem da sua suspensão como docente, pelo regime salazarista. Em 1950 foi recontratado, mercê da “pressão” exercida junto do governo por Afonso Queiró, mas não lhe foi concedido o direito de leccionar em Ciências Políticas, pelo que, assumiu a regência de cadeiras do grupo de Ciências Jurídicas. Em 1959, com um grupo de católicos, reclama um inquérito às actividades da PIDE, acção que o leva ao Tribunal Plenário. Em 1961, até Fevereiro de 1962 é preso por militar na oposição democrática e por ser acusado de pertencer às Juntas de Ação Patriótica; foi libertado por falta de provas. Em 1968 doutora-se com a classificação de 18 valores. Apoiou a luta dos estudantes na crise académica de 1969. Fez parte da lista por Coimbra da Comissão Democrática Eleitoral (CDE), nas eleições de 1969 à Assembleia da República, ao lado de António Arnaut, António Campos, Henrique de Barros, Mário Torres e Rui Clímaco. Participou activamente no 2.º Congresso da Oposição Democrática. Em, 1974, logo após o 25 de Abril, faz parte da Comissão Nacional do MDP-CDE, partido de que se demite em 1975. Entre 1974 e 1976 foi presidente do Conselho Científico-Pedagógico da Faculdade de Direito, presidente do Conselho Directivo de 1987 a 1995 e do Conselho Científico de 1995 a 1997. Foi Secretário de Estado da Reforma Educativa no I Governo Provisório de Palma Carlos. Em 27 de Outubro de 1977 torna-se professor catedrático, na sequência de concurso público, e recebe a cátedra de Teoria Geral do Direito Civil, substituindo Manuel de Andrade. Especialista em Direito Civil, regeu as cadeiras de Direito Comercial e Direitos Reais. Em 21 de Outubro de 1997 é jubilado quando ainda leccionava as mesmas cadeiras. Após a jubilação Orlando de Carvalho continuou a leccionar “Direitos de Personalidade” no curso de pós-graduação de Direito da Comunicação, na Faculdade de Direito de Coimbra. Termina assim a sua longa carreira académica, marcada por intensa actividade antifascista. Esteva duas vezes nos calabouços da PIDE. A sua ficha dos arquivos da polícia política identificava-o como “comunista” e responsabilizava-o por “acarretar com o seu prestígio e orientação a academia de Coimbra para um campo político propício à infiltração das ideias marxistas”. A sua má “fama” junto dos alunos provinha do extremo rigor científico que exigia nas provas, mas era o professor mais convidado pelas “repúblicas”, nomeadamente para os célebres “centenários”.Escreveu muito sobre diversos ramos do Direito: Direito Administrativo, Direito Civil, Direito Comercial, Direito das Coisas, Direito Constitucional, Direito das Empresas, Direito do Trabalho e Teoria do Trabalho. Ganhou o Prémio Nacional Doutor Guilherme Alves Moreira para o melhor trabalho de Direito Civil, com a obre Negócio Jurídico Indirecto, realizada no âmbito da sua licenciatura. Em 1985 lança o seu primeiro livro de poesia intitulado “Sobre a noite e a vida”. Em 1997 é agraciado com a Grã-cruz da Ordem da Liberdade. Segundo o seu colega catedrático de Direito Costa Andrade, Orlando de Carvalho era “um cultor ímpar da ciência jurídica e um dos espíritos mais penetrantes e brilhantes do século XX português”, deu um “contributo único e determinante para a compreensão da pessoa, dos seus direitos e da sua inesgotável tensão reivindicadora na conquista de novos espaços e novos direitos” (Cfr. Diário de Coimbra de 27 de Março de 2000). O Presidente da República, Dr. Jorge Sampaio agraciou-o com a Grã-Cruz da Ordem da Liberdade. No dia 9 de Julho de 2005 foi inaugurada uma rua com o seu nome, que vai da Rua Mário Santos Sousa para Sul, até à Ladeira da Portela da Cobiça.